# هنري كلاين
هنري كلاين (بالفرنسية: Henri Klein)‏ هو منافس ألعاب قوى فرنسي، ولد في 23 سبتمبر 1919 في ميلوز في فرنسا، وتوفي في 18 مايو 2007 في فيلنوف سور لوت في فرنسا.

## وصلات خارجية
- هنري كلاين على موقع الاتحاد الفرنسي لألعاب القوى (الفرنسية)
- هنري كلاين على موقع اللجنة الأولمبية الدولية (الإنجليزية)
- هنري كلاين على موقع أوليمبيديا (الإنجليزية)